# Claude Vanwelden
Claude Vanwelden is een Belgisch politicus voor CD&V en was burgemeester van Zwevegem tijdens legislatuur 2007-2012.

## Biografie
Vanwelden ging in zijn kindertijd naar school in Deerlijk. Hij ging naar de middelbare school aan het Damiaancollege in Kortrijk, waar hij Latijn-Grieks volgde. Daarna studeerde hij licentiaat rechten aan de Universiteit van Gent. In 1975 werd hij advocaat aan de Balie van Kortrijk.
Vanwelden werd actief in de gemeentelijke politiek en werd ondervoorzitter van de CVP in Zwevegem. In 1994 werd hij er schepen onder burgemeester Paul Deprez. In 2007 volgde hij Deprez op als burgemeester.
Bij de verkiezingen van 2012 verloor de CD&V voor het eerst in 125 jaar haar absolute meerderheid in Zwevegem. De partij bleef de grootste met 13 van de 27 zetels, maar werd naar de oppositiebanken verwezen door een anti-coalitie van N-VA, Gemeentebelangen en sp.a, en Vanwelden moest het burgemeesterschap doorgeven aan Marc Doutreluingne.